# Parc national Mole Creek Karst
Le parc national Mole Creek Karst est un parc national australien, en Tasmanie, à 168 km au nord-ouest de Hobart. Il tire son nom de la rivière et de la proche localité du même nom : Mole Creek.
C'est le seul parc national tasmanien créé pour protéger des zones karstiques ; il fait partie de la zone de nature sauvage de Tasmanie     (en anglais : Tasmanian Wilderness) inscrite sur la liste du patrimoine mondial de l'UNESCO.

## Galerie

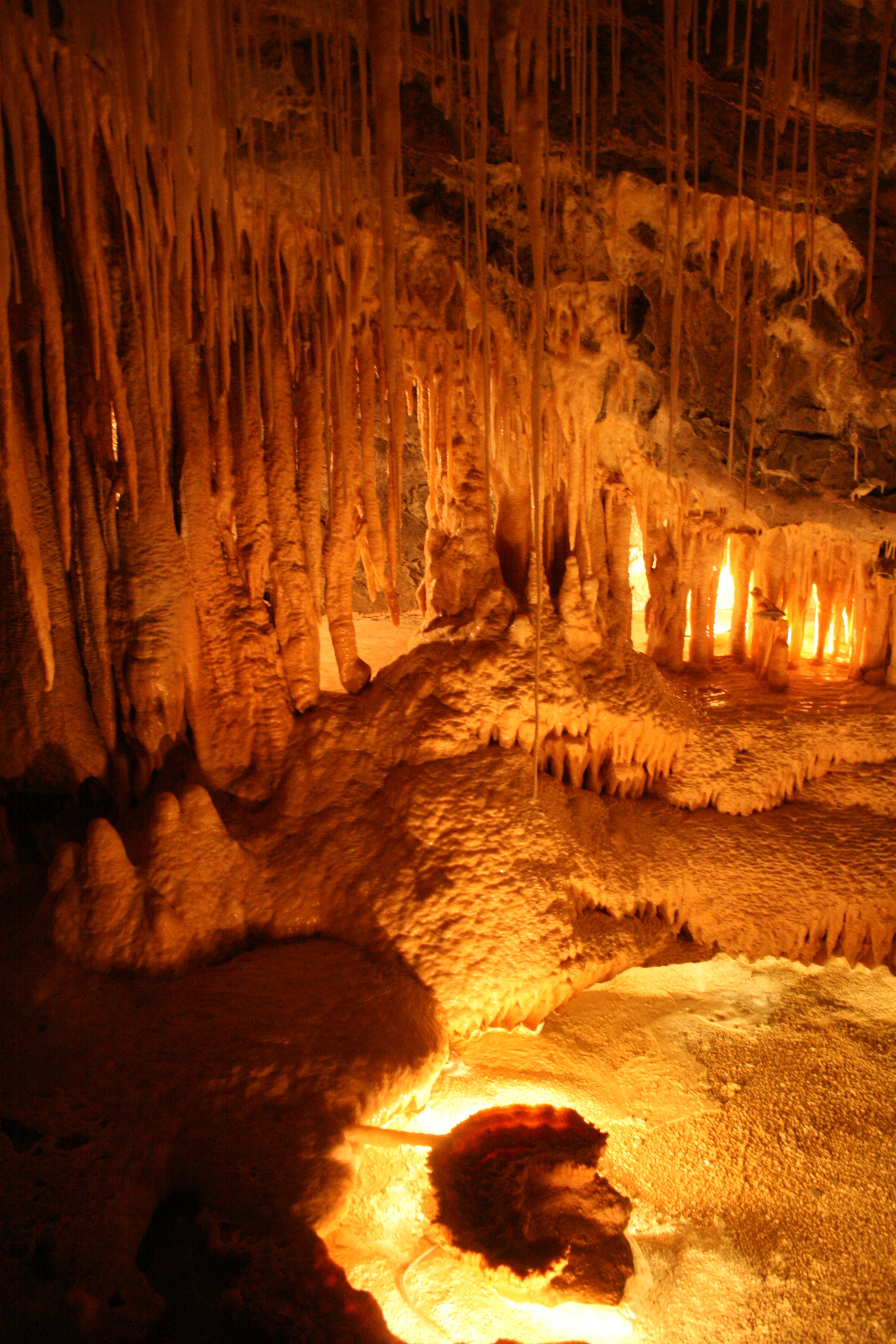
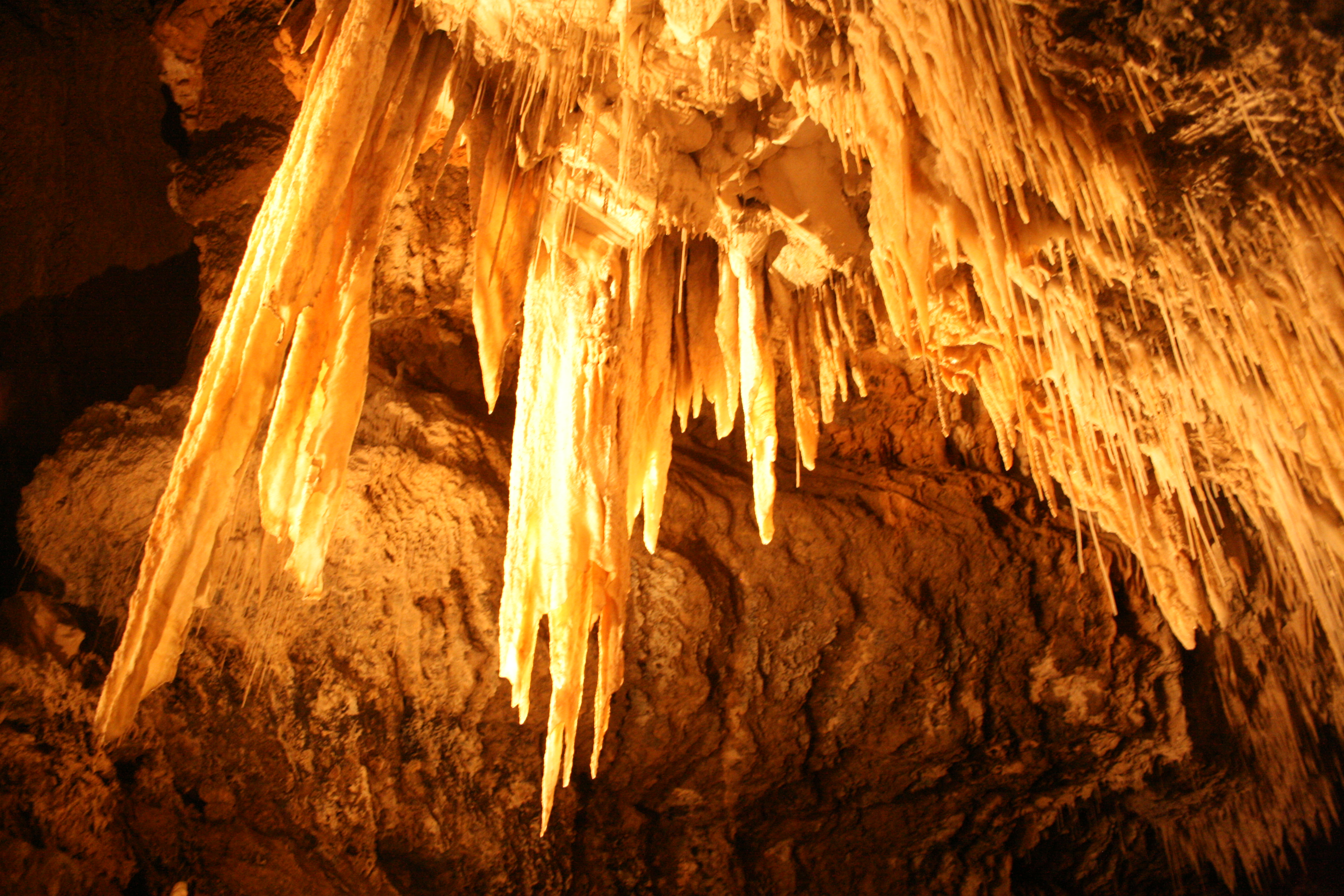
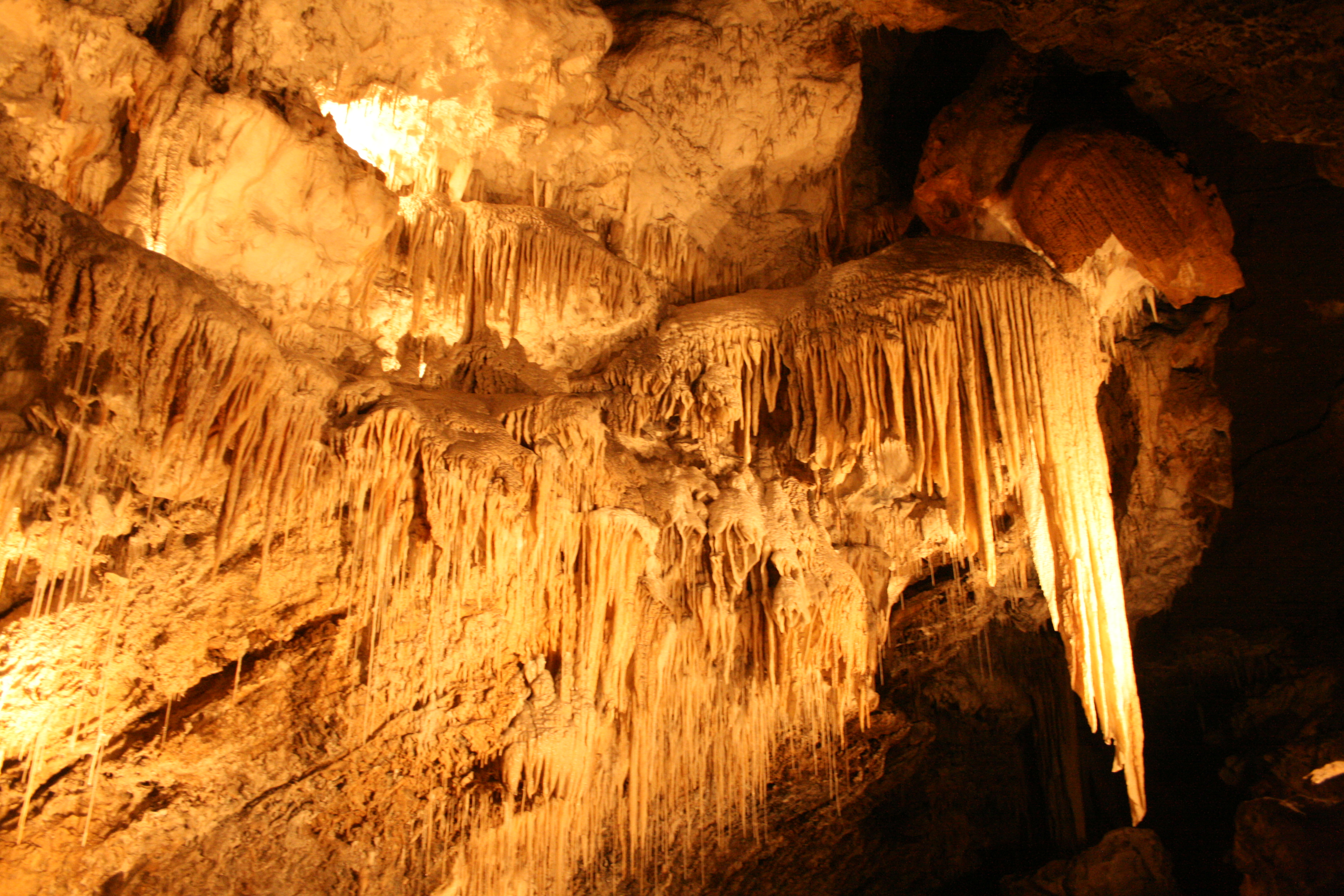
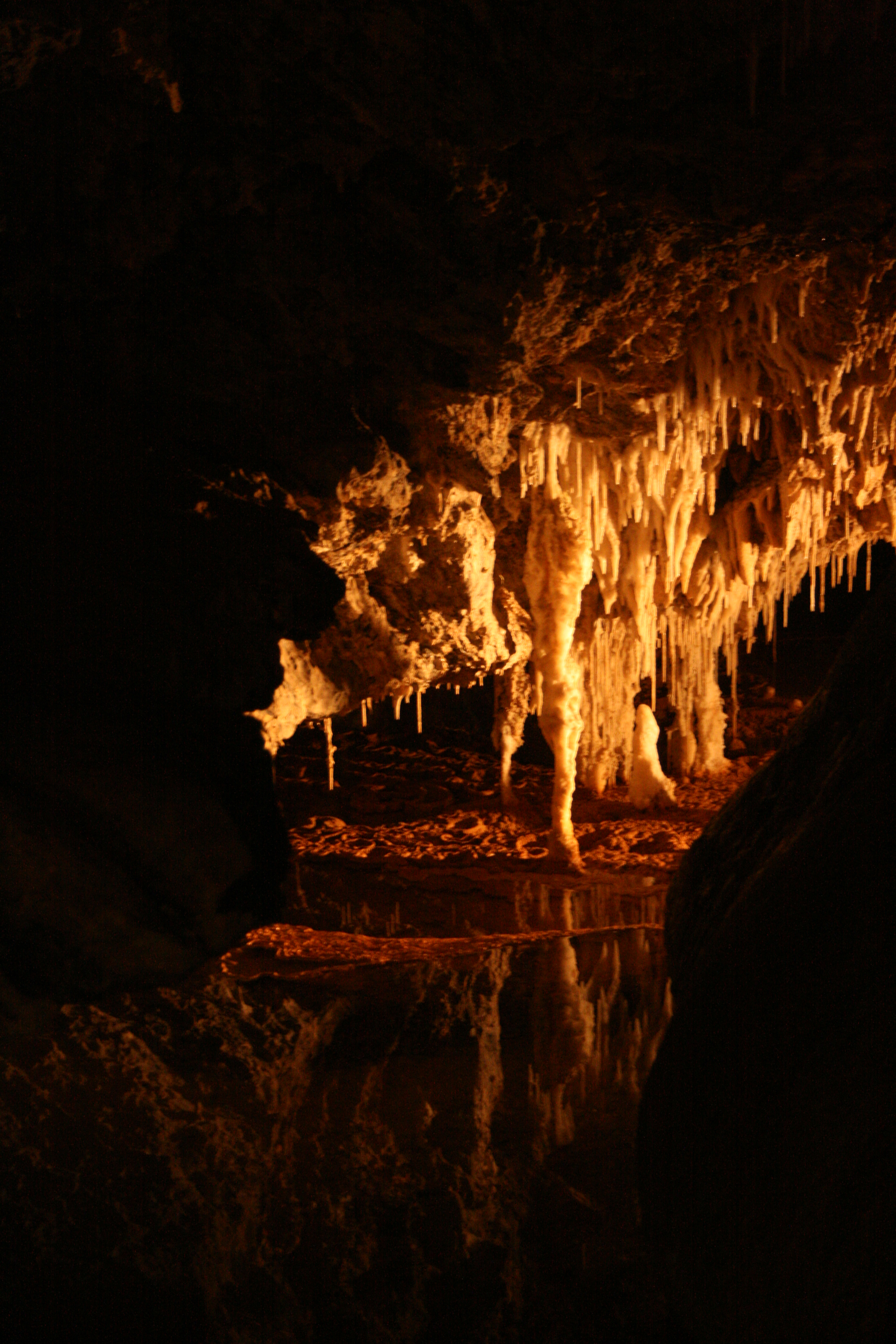
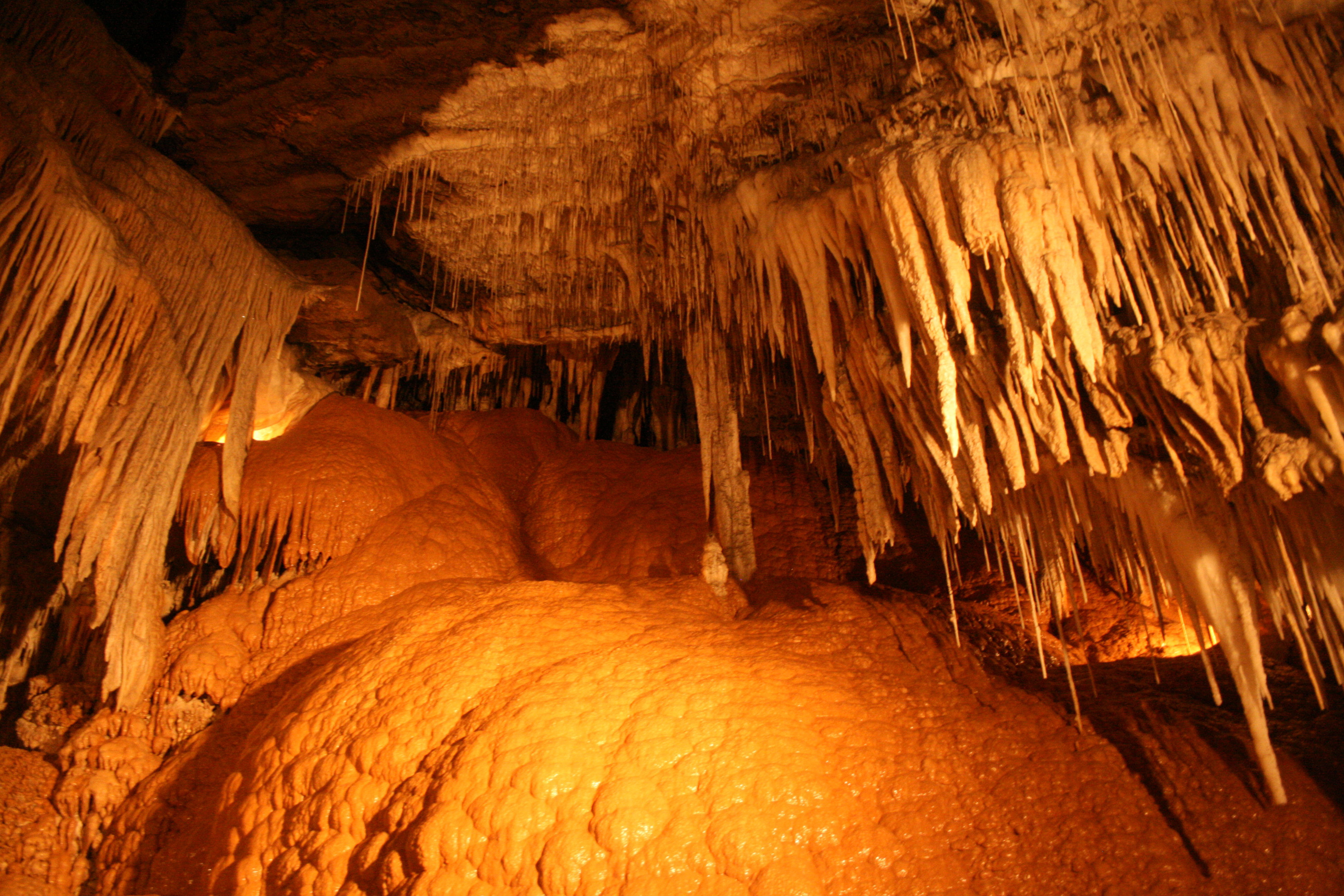

## Historique
Le parc national Mole Creek Karst a été créé en 1996 pour protéger un système de plus de trois cents cavités naturelles, telles que les grottes de Marakoopa et de King Solomons.